# Gaston Dupuis
Pour les articles homonymes, voir Dupuis.
Gaston Dupuis, né à Metz le 6 novembre 1855 et mort le 9 septembre 1914 au Meix-Tiercelin, est un général de brigade français de la Première Guerre mondiale. C'est l'un des 42 généraux français morts au combat durant la Première Guerre mondiale.

## Biographie
Gaston Dupuis naît à Metz, en Moselle, le 6 novembre 1855. Il entre à l'école de Saint-Cyr en 1874 et en sort officier en 1876. Il sert alors comme officier des chasseurs à pied et des zouaves. Il suit les cours de l'École Supérieure de Guerre de 1883 à 1885. En tant que lieutenant-colonel, il est affecté au 82e régiment d'infanterie basé à Montargis. Il est officier de la Légion d'honneur depuis 1908. Promu général de brigade en 1913, Gaston Dupuis est affecté à l'état-major général de l'armée. Nommé commandant de la 67e brigade d'infanterie, Gaston Dupuis est tué par un obus au cours de la Première bataille de la Marne, le 9 septembre 1914.
Citation à l'ordre de l'armée : A conduit de la manière la plus brillante sa brigade aux combats des 22, 27 et 28 août, des 7 et 8 septembre, où il a été tué dans une tranchée, par un obus allemand, en donnant le plus bel exemple de crânerie à la troupe qu'il a su garder intacte sous ses ordres
Une rue de Metz, dans le quartier de Metz-Centre, lui rend hommage. Une rue de Villers la Montagne, où se trouve la maison dans laquelle il a grandi, porte également son nom.
Son fils, le général de brigade Jean Dupuis (1895-1945), est mort en déportation à Buchenwald.

## Décorations
- Officier de la Légion d'honneur (décret du 30 décembre 1908)

- Croix de guerre 1914–1918, palme de bronze
- Nichan Iftikhar

## Postérité
Son nom est inscrit au monument des Généraux morts au Champ d'Honneur 1914-1918 de l'église Saint-Louis à l'Hôtel des Invalides de Paris.